# Alois Edenhofer
Alois Edenhofer (* 1820 in Deggendorf; † 29. März 1896 in Straubing) war Seminarlehrer für Musik an der Lehrerbildungsanstalt in Straubing, Kirchenmusiker und Komponist.

## Leben
Alois Edenhofer wurde 1820 in Deggendorf als Sohn eines Musikers geboren. 1838 absolvierte er das Straubinger Lehrerseminar und wurde noch im gleichen Jahr hauptamtlicher Stadtpfarrorganist an St. Jakob in Straubing. Edenhofer hatte sein im Lehrerseminar erworbenes Wissen und Können durch Musikstudien in München, durch Reisen in die musikalischen Zentren Deutschlands und durch fruchtbare Begegnungen mit den Brüdern Johann Georg Mettenleiter und Dominikus Mettenleiter ausgebaut.
Schon vor seiner Berufung ans Lehrerseminar im Jahr 1865 war er ein gesuchter und gut bezahlter Privatmusiklehrer. Besonders im Fach "Gesang" soll sich durch sein Wirken die Leistungen der Seminaristen an der Lehrerbildungsanstalt deutlich gesteigert haben. Infolgedessen wurde er bereits vier Jahre später zum Seminarlehrer an der Lehrerbildungsanstalt in Straubing befördert und unterrichtete als solcher 21 Jahre lang vorwiegend die Fächer Gesang, Harmonielehre, Orgel und Kirchenmusik. 1885 wurde er zunächst in den einstweiligen, später in den dauernden Ruhestand versetzt.
Auch in seinem Ruhestand übte er bis zu seinem Tod am 29. März 1896 das Organistenamt an St. Jakob, das er im Alter von 18 Jahren übernommen und fast 60 Jahre lang innehatte.
Alois Edenhofer war am Lehrerseminar von Lehrern wie Schülern als freundlicher, charakterfester und erfahrener Musiker geschätzt. Aber auch über die Grenzen der Schule und der Stadt hinaus erfreute er sich als Mensch wie als Komponist großer Verehrung und Beliebtheit.

## Werke
Sein kompositorisches Schaffen liegt hauptsächlich auf dem kirchenmusikalischen Sektor. Es umfasst Lieder für allen Stimmgattungen, Motetten, Marienlieder, einige Messen, Requien und Ölberggesänge. Seine "100 Offertorien für das ganze Kirchenjahr" sind in vielen Auflagen erschienen und wurden noch in der ersten Hälfte des 20. Jahrhunderts von vielen Landchören gesungen.
Zu seiner Zeit war Edenhofer ein sehr geschätzter Komponist, dessen Werke den Stempel praktischer Brauchbarkeit tragen. Sowohl die Besetzungen (oft für eine Singstimme und Orgelbegleitung) als auch der einfache, unbeschwerte Stil seiner Kompositionen lassen erkennen, dass Edenhofer als Lehrer künftiger Landschullehrer deren Möglichkeiten und Voraussetzungen im Blick hatte und gerade für diese einfachen Verhältnisse brauchbare und gleichzeitig wirkungsvolle Musik schaffen wollte. Auch in Fachkreisen war der Name Alois Edenhofer geschätzt. Dies beweisen seine Nennung in Cyrill Kistlers Volksschullehrer-Tonkünstler-Lexikon aus dem Jahr 1887, das den Anspruch erhebt, keine "Lokalberühmtheiten" zu nennen, und im "Lexikon der kirchlichen Tonkunst" von P. Utto Kornmüller aus dem Jahr 1895.
Zu seinen Schülern und Freunden zählen Max Filke, Utto Kornmüller, Heinrich Kaspar Schmid, Simon Breu und Adalbert Hämel.

### Messen
- Messe in D op. 1
- Messe in F op. 6
- Missa in honorem S. Luciae
- Dritte Messe

### Offertorien
- 50 Offertorien
- 50 neue Offertorien

### Marienlieder
- Zehn Lieder zu Ehren der allerseligsten Gottesmutter Maria
- 4 Marienlieder

### Einzelwerke
- Vesper für das heilige Weihnachtsfest
- Die Responsorien zum Hochamte, zu Litaneien, Vespern
- Requiem und Libera
- 12 Predigtgesänge
- Oelberg-Andacht
- 6 Abendlieder
- 5 Tantum ergo und 2 Adjuva nos